# 鈴木利幸
鈴木 利幸（すずき としゆき、1974年3月17日 - ）は、日本の映像ディレクター。静岡県磐田市出身。CDジャケットなどのアートディレクションを中心に、ミュージック・ビデオやCM作品を手がけている。

## 人物
大学在学中に出版社に入社後、広告制作プロダクション、広告代理店などを経て、デザイン事務所・ユナイテッドラウンジ東京を設立。2003年より、映像ディレクターとして活動を開始。

## フィルムディレクション

### ミュージック・ビデオ
- 少女時代「PAPARAZZI」「FLOWER POWER」「BEEP BEEP」「LOVE&GIRLS」「GALAXY SUPERNOVA」「Catch Me If You Can」
- アンジェラ・アキ「手紙 〜拝啓 十五の君へ〜2014」
- BoA「Milestone」「Only One」「Tale of Hope」
- GReeeeN「愛唄 / エビ甲冑戦國 愛唄宣伝活劇」「あいうえおんがく♬」
- 華原朋美「夢やぶれて -I DREAMED A DREAM-」「HOWEVER」「はじまりのうたが聴こえる」
- Kylee「IT'S YOU」「missing」「Everlasting」「NEVER GIVE UP!」「CRAZY FOR YOU」「FEEL」「未来」「大好きなのに」
- 嵐 「夏疾風」(通常版)
- V6「僕と僕らのあした」「Can’t Get Enough」
- JUJU「ナツノハナ」「What You Want」「ラヴ・イズ・オーヴァー」「believe believe」
- 柴田淳「ふたり」
- 山下達郎「街物語」
- FTISLAND「FREEDOM」「オレンジ色の空」
- モーニング娘。「気まぐれプリンセス」「なんちゃって恋愛」「しょうがない 夢追い人」
- 東京パフォーマンスドール「BRAND NEW STORY」「DREAM TRIGGER」「DREAMIN’」
- Flower 「瞳の奥の銀河」
- ℃-ute「何故 人は争うんだろう？」「The Power」「悲しきヘブン」「会いたい 会いたい 会いたいな」
- Kalafina「sprinter」「fairytale」「lacrimosa」「seventh heaven」「storia」「progressive」「光の旋律」
- 安倍なつみ「Too Far Away」「雨上がりの虹のように」
- 石田裕子「Changes」
- Crystal Kay「何度でも」
- Crystal Kay feat. 安室奈美恵「REVOLUTION」
- GEM「Fine! 〜fly for the future〜」
- 久住小春 「チャンス！」「パパンケーキ」「はぴはぴサンデー！」
- THE HOOPERS「雨を追いかけて」「GO！GO！ダンスが止まらナイ」「ラブハンター」
- SUPER JUNIOR-KYUHYUN「Celebration～君に架ける橋～」
- JASMINE「Last Word」「I LOVE IT」「Happy Dayz」
- ダイスケ「愛は散って ライライラライラ」
- トミタ栞「あたらしい朝のうた」
- 美勇伝「愛すくりーむとMYプリン」「何にも言わずにI LOVE YOU」「恋するエンジェルハート」
- Berryz工房「VERY BEAUTY」
- 松浦亜弥「きずな」
- MAX「#SELFIE 〜ONNA Now〜」
- 宮脇詩音「この世界で想うたった一人のひと」
- Milky Way「タンタンターン！」
- リア・ディゾン「Again and Again」
- Da-iCE「恋ごころ」
- 西内まりや「Motion」
- WEST.「傷だらけの愛」

### CM
- yamano
  - クラブヤマノフェイシャルガーデンコスメティクス 琥珀肌「琥珀肌誕生 / 三浦りさ子、Chara」篇
- ジブラルタ生命保険企業広告
- オリエントコーポレーション（出演：倖田來未）
- ニンテンドーDSソフト
  - 『HUDSON×GReeeeN ライブ!? DeeeeS!?』（出演：板東英二）
- サマンサタバサ・ジャパン
  - 藤井リナ篇
  - 押切もえ、蛯原友里、高垣麗子篇
  - 北川景子篇
  - 藤井リナ、ローラ、大石参月篇
  - Samantha Thavasa 「Samantha Thavasa Jeans / 少女時代」篇
- 三共
  - パチスロ タイガーマスク「みたこともないわざ」篇
  - FEVER機動戦士ガンダム「シャア専用ゲルググ / 土田晃之」篇
  - FEVERタイガーマスク「対決」篇
- 三井不動産
- 資生堂 china AUPRES「コードナンバーの女（出演：スンリー）」篇
- ミズノ CREATION 2010 Autumn&Winter MOVIE
- INAX
  - SATIS、ASTEO
  - くるりんポイ排水口
- ニベア花王NIVEA SUNスーパーウォータージェル「化粧水みたいなUV」篇（出演：波瑠）
- 外為どっとコム
  - 「SAKURA / Denmark & Japan」篇
  - 「LONDON BRIDGE / China & United Kingdom」篇
  - 「BLUE IDENTITY」篇
  - 「BLUE HEART」篇
  - 「PEN LIGHT」篇
- エイベックス
  - Playroom（出演：倖田來未）
  - 倖田來未『JAPONESQUE』CM（本人出演）
  - 若旦那「いのち〜桜の記憶〜」CM
  - BoA「Only One」（出演：中村ゆり）CM
- ソニー・ミュージックエンタテインメント
  - 平井堅『JAPANESE SINGER』CM（本人出演）
  - いきものがかり『バラー丼』CM
    - 蓮佛美沙子篇
    - 大西惇篇

  - 2PM『LEGEND OF 2PM』ティザー
- ユニバーサルミュージック
  - GReeeeN『歌うたいが歌うたいに来て 歌うたえと言うが 歌うたいが歌うたうだけうたい切れば 歌うたうけれども 歌うたいだけ 歌うたい切れないから 歌うたわぬ!?』CM
  - GReeeeN「キセキ」CM
  - GReeeeN『あっ、ども。おひさしぶりです。』CM
  - GReeeeN『塩、コショウ』CM
    - 大橋のぞみ篇
    - 大泉洋篇

  - GReeeeN『いままでのA面、B面ですと!?』（出演：高岡蒼甫）
- ワーナーミュージック・ジャパン
  - コブクロ『CALLING』
    - 水嶋ヒロ篇
    - 蒼井優篇

  - 竹内まりや『Expressions』
    - 財前直見篇
    - 伊東美咲篇
    - 加藤ローサ篇

  - 山下達郎『Ray Of Hope』CM
  - 山下達郎『OPUS 〜ALL TIME BEST 1975-2012〜』CM（出演：笑福亭鶴瓶）

## CDジャケット / アートディレクション

### 女性アーティスト
- AILI
- 安倍なつみ
- 安室奈美恵
- アンジェラ・アキ
- 石川マリー
- 石田裕子
- 大塚愛
- kainatsu
- Kylee
- 華原朋美
- 加治ひとみ
- 岸谷香
- 北原沙弥香
- 久住小春
- Crystal Kay
- 倖田來未
- 後藤真希
- 酒井法子
- 柴田あゆみ
- JASMINE
- JUJU
- 鈴木愛理
- 竹内まりや
- 多和田えみ
- DJ KAORI
- トミタ栞
- HARUHI
- ベッキー♪♯
- BENI
- BoA
- 前田敦子
- 松浦亜弥
- 真野恵里菜
- Ms.OOJA
- 宮脇詩音
- 森高千里
- 薬師丸ひろ子
- ローラ
- 和田アキ子

### 男性アーティスト
- 井上陽水
- 久保田利伸
- クリス・ハート
- SPICY CHOCOLATE
- 玉置浩二
- 長渕剛
- 平井堅
- 福山雅治
- MIHIRO（マイロ）
- 三浦大知
- 山下達郎
- 若旦那

### グループ
- Aqua Timez
- いきものがかり
- AKB48
- ACE OF SPADES
- EXILE
- 関ジャニ∞
- ℃-ute
- Kalafina
- ゴスペラーズ
- コブクロ
- SID
- GEM
- school food punishment
- Da-iCE
- 9nine
- NICO Touches the Walls
- J Soul Brothers(二代目/三代目)
- Flower
- モーニング娘。
- LUNA SEA
- VAMPS
- 夢みるアドレセンス

## ファッショングラフィック/ アートディレクション
- AULA AILA
- anatelier
- anySiS
- abx
- & by PINKY & DIANNE
- bonjour records BOYS
- CORE JEWELS
- G STAR RAW
- IWY Toshikazu Iwaya
- JEWELIUM
- L’EST ROSE
- LEVI’S LADY STYLE+D
- MiiA
- MIZUNO CREATION
- new balance
- NIKE SPORTSWEAR
- Noela
- PEARLY GATES
- PF-FLYERS
- sacai
- ONWARD 23区